# Debenhams
Debenhams er en britisk stormagasinkæde, der også opererer i andre lande på franchisebasis. I Danmark drev Magasins tidligere ejer, Baugur Group, en Debenhams-forretning i shoppingcentret Field's i Ørestad fra 2004 til 2006. Kæden bestod i 2012 af 172 butikker, der omsatte for 2.229,8 mio. pund og beskæftigede 29.000 ansatte. Hovedsædet er beliggende i London, hvor kæden også har sin hovedbutik på hjørnet af Oxford Street og Vere Street.
Debenhams blev grundlagt som en lille manufakturhandel i Wigmore Street i London i 1778 af William Clark. I 1813 bliver William Debenham optaget som kompagnon og firmaet får navnet Clark & Debenham. I 1851 optages Clement Freebody som kompagnon og butikken hedder nu Debenham & Freebody. I de næste 50 år købes en lang række andre butikker og grossister; stadig med Debenham familien som ejere. Året 1905 bliver firmaet til Debenhams Ltd. som i 1928 bliver noteret på børsen i London. Gennem 1900-tallet fortsætter kæden sin vækst gennem flere opkøb; blandt andet i 1919 hvor Debenhams fusionerede med Marshall & Snelgrove, der siden 1870 havde haft en butik på Oxford Street. Pr. 2009 består kæden af 153 butikker i Storbritannien & Irland med i alt 21.500 ansatte. Dertil kommer 48 franchise butikker i 17 andre lande.
I november 2009 købte Debenhams Magasin for 101 mio. kr. 